# Jonas Stettmer
Jonas Stettmer (* 9. Oktober 2001 in Straubing) ist ein deutscher Eishockeytorwart, der seit Juni 2023 bei den Eisbären Berlin aus der Deutschen Eishockey Liga (DEL) unter Vertrag steht und parallel per Förderlizenz bei den Lausitzer Füchsen in der DEL2 zum Einsatz kommt. Zuvor wurde Stettmer im Nachwuchssystem des ERC Ingolstadt ausgebildet, für den er im Frühjahr 2023 in der DEL debütierte.

## Karriere

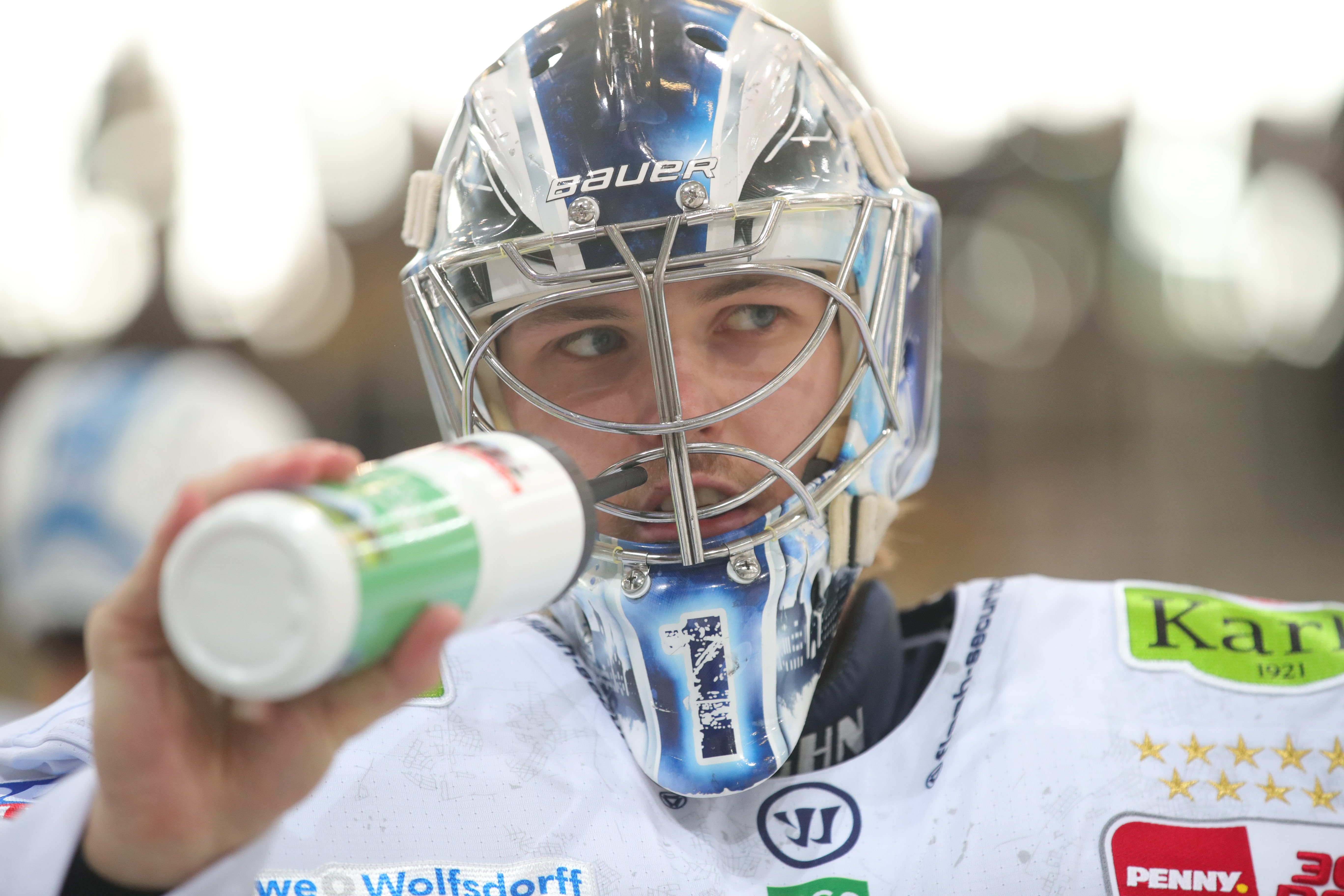
Stettmer im Trikot der Eisbären Berlin (2023)

Ab Juli 2020 stand Stettmer beim ERC Ingolstadt aus der Deutschen Eishockey Liga (DEL) unter Vertrag und spielt dort auf der Position des Torhüters. Zuvor hatte er bereits von 2015 an die Jugendabteilung des ERCI durchlaufen und davor für den EV Regensburg gespielt. Nach dem Abschluss seines Profivertrags lief er – ausgestattet mit einer Förderlizenz – in den folgenden beiden Jahren für die Starbulls Rosenheim und den HC Landsberg in der drittklassigen Oberliga auf. Mit Beginn der Spielzeit 2022/23 gehörte er dem Kader der Ravensburg Towerstars aus der DEL2 an und kam dort zu 13 Einsätzen.
In den Playoffs der DEL-Saison 2022/23 sprang Stettmer nach Verletzung bzw. Erkrankung der ersten beiden Torhüter des ERCI – Michael Garteig und Kevin Reich – als nominell dritter Torhüter ein und absolvierte vier Spiele mit einer Fangquote von 91,5 %. Schließlich wurde er mit Ingolstadt Vizemeister der DEL und sicherte sich mit Ravensburg den Meistertitel der DEL2. Dennoch verließ Stettmer den ERCI nach den beiden Erfolgen und wechselte innerhalb der DEL zu den Eisbären Berlin. Im Verlauf der Hauptrunde kam das Talent zu jeweils 13 Einsätzen für die Eisbären sowie – abermals mit einer Förderlizenz ausgestattet – für die Lausitzer Füchse in der DEL2. Dort konnte er sich mit der höchsten Fangquote und dem geringsten Gegentorschnitt die Auszeichnung zum DEL2-Rookie des Jahres sichern. Zudem feierte er als Ersatztorwart bei den Eisbären den Gewinn seiner ersten Deutschen Meisterschaft. In der Saison 2024/25 wiederholte er den Titelgewinn.

### International
Nachdem Stettmer während seiner Juniorenzeit keine Berücksichtigung in den Auswahlmannschaften des Deutschen Eishockey-Bundes gefunden hatte, wurde er im Februar 2024 von Bundestrainer Harold Kreis erstmals in den Kader der deutschen A-Nationalmannschaft berufen. Als einer von drei Torhütern blieb er im Rahmen der zwei durchgeführten Testspiele jedoch ohne Einsatzminuten.

## Erfolge und Auszeichnungen
| - 2023 Deutscher Vizemeister mit dem ERC Ingolstadt - 2023 DEL2-Meister mit den Ravensburg Towerstars - 2024 Höchste Fangquote und geringster Gegentorschnitt der DEL2-Hauptrunde | - 2024 DEL2-Rookie des Jahres - 2024 Deutscher Meister mit den Eisbären Berlin - 2025 Deutscher Meister mit den Eisbären Berlin |

## Karrierestatistik
Stand: Ende der Saison 2024/25
(Legende zur Torhüterstatistik: GP oder Sp = Spiele insgesamt; W oder S = Siege; L oder N = Niederlagen; T oder U oder OT = Unentschieden oder Overtime- bzw. Shootout-Niederlage; Min. = Minuten; SOG oder SaT = Schüsse aufs Tor; GA oder GT = Gegentore; SO = Shutouts; GAA oder GTS = Gegentorschnitt; Sv% oder SVS% = Fangquote; EN = Empty Net Goal; 1 Play-downs/Relegation; Kursiv: Statistik nicht vollständig)